# 이규령 묘비문
이규령 묘비문은 경기도 고양시 덕양구 벽제동 125-16번지에 있다. 2005년 7월 29일 고양시의 향토문화재 제45호로 지정되었다.

## 개요
조선조 중기+왕실 종친의 묘소에 있는 국내에서 보기드문 내용의 비석으로 제사와 제물 등 당시 사회상을 알 수 있는 금석문이다.
[묘비 해설]
조선국 왕손 회원군 아들 규령 묘비
```
아 슬프다!!  나에게 아들 한명이 있는데 이름은 규령으로 겨우 열한 살이었다. 천성이 영특하고 효성과 의리가 보통이 아니었다. 그가 부모 곁에 있을 때의 정을 생각하면 그 사랑을 어떻게 말로 다 할 수 있겠는가. 집안에 운수가 불행하여 하찮은 병을 앓다가 끝내 다시 일어나지 못하는 지경까지 이르게 되었으니 참혹한 재앙이 어린 아이에게 다가 올 줄을 어떻게 알았으랴.  어른이 되지도 못 하였는데 하늘이 이렇게 빨리 빼앗아 갔으니 뜬구름도 오고 가는데 그 혼백은 어디로 갈 것인가. 이런 생각을 하다보면 눈물이 뿌리고 통곡을 하게 된다. 죽은 아이를 위해서 좋은 방책을 마련하기는 하나 내 생전 이런 구석에 자리 잡고 사는 것 나보다는 못할 것이리라. 
 그리하여 네가 살았을 적에 개인적으로 가지고 있는 재물로 다음과 같이 계집종 말치, 그가 낳은 계집종 차정, 차열, 사내종 후건과 중건을 사들였다. 그리고 양천에 논 93마지기, 밭 8천 평, 부평에 논 45마지기, 밭 3천 5백 평을 사들였다. 또 네가 죽은 뒤에 나머지 재산으로는 묘아래 논 9두락(35마지기), 밭 반일거리(5백평)를 사들이고, 별도로 연합이 낳은 계집종 기향과 기향이 낳은 사내종 익장, 계집종 장업, 순금이 낳은 계집종 마금이, 계집종 막덕이, 막덕이가 낳은 계집종 기열, 기숙, 마금이가 낳은 계집종 막열이, 효업이가 낳은 사내종 용이, 계집종 사덕이와 사덕이가 낳은 사내종 철석, 후석, 계집종 숙정, 작은정, 돌례가 낳은 계집종 상례, 사내종 상종, 기인이 낳은 계집종 언례, 계집종 수금, 수금이가 낳은 사내종 태산, 영이, 영남, 계집종 태영, 영렬을 사들였다.
서쪽으로 10리 홍분토동(洪墳土洞)의 논 35마지기, 밭 1만 평은 모두 너의 제사에 치제하는 땅으로 소속시켰다. 그리고 종가의 자손들에게 나누어 주어 나의 죽은 아이를 영원이 제사지내는 땅으로 사용하도록 하였다. 
제사 지내는 날은 9월 초일일, 초칠일, 초구일, 3월 3일, 4월 8일, 6월 15일, 7월 15일, 그리고 네 명절이다. 제사 물품은 산자, 절병, 꿀물, 날배[生梨], 생밤, 익은밤, 구운밤, 대추, 마른감, 잣, 황률(黃栗), 진자(榛子), 수시(水柿), 산포도(山葡萄), 집포도(家葡萄), 능금(柰子), 앵두, 이금(梨芩), 녹리(綠李,) 적리(積梨,) 당행(唐杏), 수박, 진과(眞果), 복분자탕양(葍蕃子湯䑋), 산꿩, 돼지고기 구운 것 들, 산꿩의 다리, 돼지고기영통량(靈通䑋), 가리절육(加里折肉), 마른 꿩다리, 전복, 광어 등을 사용한다. 이 몇가지 제수를 묘 앞에 진설하는데 혹 제수가 깨끗하지 못하거나, 음식물이 단정하지 못하면 이것을 실로 선조들이 남겨 놓은 뜻에서 크게 어긋나는 일이다. 노비의 전답을 없애지 말고, 이 규칙에 의거해서 잘 생각해 봉행하도록 하라. 노비의 자손들이 비록 만여 명이 된다 하더라도, 자손들에게 재물을 나누어 주는데는 법도에 맞게 하고 대대손손 전하는 법을 바꾸지 말아라. 만약에 불초자이거나 뜻을 어기는 자로서 거스리는 자가 있다면 이것은 조상들에게 이보다 더 큰 불효가 없는 것이다. 이 뜻을 가지고 죽은 아이 묘 앞에 음각으로 새겨서 보이게 한 문서를 대대손손 종가에게 전하니 오직 우리 자손들은 남겨 놓은 뜻을 잊어버리지 말고 무궁한 정을 힘쓰도록 하여라.
강희 5년 병오년(1666년)     8월      일    세움

```